# Black Beck (Hagg Gill)
Der Black Beck ist ein Wasserlauf im Lake District, Cumbria, England.
Der Black Beck entsteht südlich des Boretree Tarn. Er fließt in einer generell südwestlichen Richtung bis zu seiner Mündung in den Hagg Gill nördlich von Backbarrow.